# Otto Franke
Pour les articles homonymes, voir Franke.
Otto Franke, né le 27 septembre 1863 à Gernrode et mort le 2 septembre 1946 à Berlin, est un sinologue allemand.

## Biographie
Otto Franke étudie à l'université de Berlin auprès de Wilhelm Grube. Il est interprète au service de l'Empire allemand pour sa légation de Pékin, ainsi qu'à Shanghai et Tientsin, où se trouvaient  des concessions commerciales allemandes importantes, et à Amoy, puis il retourne en Allemagne. Il dirige à partir du 1er janvier 1910 la toute nouvelle chaire d'histoire et de langues extrême-orientales de l'Institut colonial de Hambourg (de). De 1923 à 1931, il est professeur de sinologie à l'université Frédéric-Guillaume de Berlin. Il se fait un nom grâce à la publication d'une Histoire de l'Empire de Chine en cinq volumes, premier ouvrage d'importance à ce sujet rédigé en allemand.
Serge Elisséeff compte parmi ses élèves.
Otto Franke est le père du sinologue Wolfgang Franke (de).

## Publications
- Studien zur Geschichte des konfuzianischen Dogmas und der chinesischen Staatsreligion. Verlag Friedrichsen, Hamburg 1920.
- Geschichte des chinesischen Reiches. 5 Bde. Berlin 1932-1952; Nachdruck:  (ISBN 3-11-017034-5)
- Erinnerungen aus zwei Welten : Randglossen zur eigenen Lebensgeschichte. De Gruyter, Berlin 1954.
- "Sagt an, ihr fremden Lande ..." Ostasienreisen. Tagebücher und Fotografien (1888-1901). Herausgegeben von Renata Fu-Sheng Franke und Wolfgang Franke. Institut Monumenta Serica, Sankt Augustin 2009  (ISBN 978-3-8050-0562-3)